# Keri-Lynn Wilson

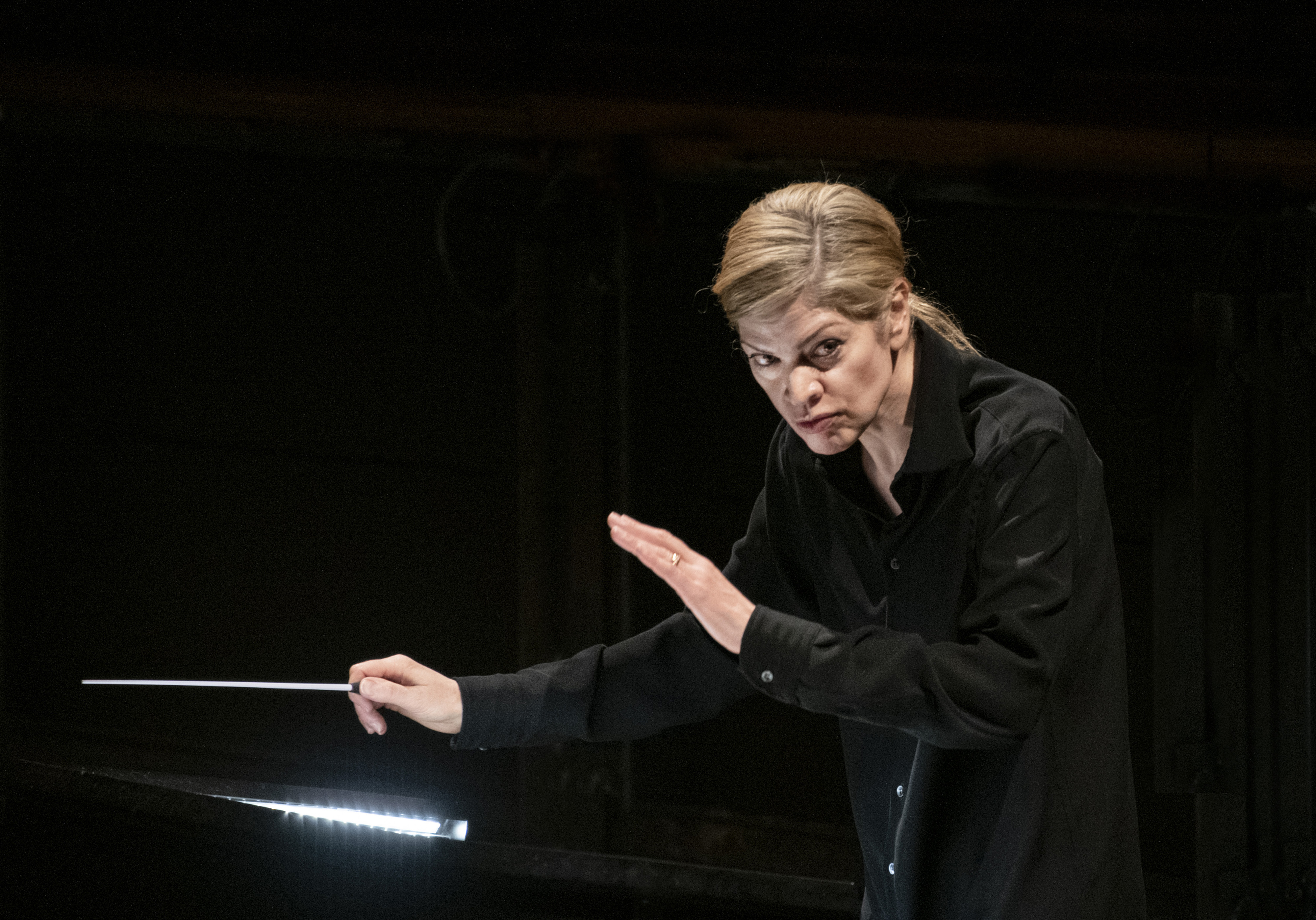
Keri-Lynn Wilson (2018)

Keri-Lynn Wilson (* 17. Mai 1967 in Milwaukee) ist eine kanadische Dirigentin.

## Leben und Wirken
Wilson wurde in eine Musikerfamilie hineingeboren und wuchs in Winnipeg auf. Ihre Mutter Lynn Sharples war Professorin für Englisch an der Universität von Toulon, und ihr Vater Carlisle Wilson war Geiger und Musikpädagoge.
Als Kind lernte sie Flöte, Klavier und Violine, war Mitglied des Winnipeg Youth Orchestra und trat als Flötensolistin mit dem Winnipeg Symphony and Calgary Philharmonic auf. Sie besuchte auch das Sommerprogramm der Banff School of Music. An der New Yorker Juilliard School studierte sie Flöte bei Julius Baker und Dirigieren bei Otto-Werner Müller und schloss in beiden Fächern mit einem Master ab.
Während ihres Studiums trat Wilson 1989 erstmals in der Weill Recital Hall der Carnegie Hall auf und arbeitete außerdem als Assistentin von Claudio Abbado bei den Salzburger Festspielen. Sie debütierte im Alter von 23 Jahren mit dem National Arts Centre Orchestra of Canada.
Von 1994 bis 1998 war Wilson Associate Conductor des Dallas Symphony Orchestra. Anschließend wirkte sie als Gastdirigentin in den Sparten Oper und Konzert in Nord- und Südamerika, Europa, Asien, dem Nahen Osten und Australien. Sie war von 2013 bis 2015 musikalische Leiterin der Slowenischen Philharmonie und damit die erste weibliche Chefdirigentin in der Geschichte dieses Orchesters.
Ihre Opernarbeit führte sie unter anderem an die Bayerische Staatsoper, Wiener Staatsoper, das Royal Opera House London, die Opéra national de Paris, das Bolschoi-Theater, Mariinski-Theater, Teatro dell’Opera di Roma, Teatro Massimo in Palermo, Teatro Regio di Parma, Teatro del Maggio Musicale Fiorentino, in die Arena von Verona und zum Macerata Festival, Puccini Festival, an die Los Angeles Opera, Washington National Opera, Houston Grand Opera, Canadian Opera Company, Oper Leipzig, Staatsoper Prag, Oper Nizza, Oper Bilbao, Königliche Oper Stockholm, das Opernhaus Oslo, Theatr Wielki Warschau, die Nationaloper Bukarest, Israelische Oper, das Neue Nationaltheater Tokio, die Opera Australia und die Juilliard Opera. 2022 gab Wilson ihr Debüt an der Metropolitan Opera mit Schostakowitschs Lady MacBeth von Mzensk und am Teatro Colon mit Tosca.
Ihre sinfonische und konzertante Arbeit führten sie in zahlreiche Städte in den USA, nach Kanada, Europa (auch nach Deutschland), Israel und China, unter anderem zum Ravinia Festival und zum Schleswig-Holstein Musik Festival. Ihr Repertoire reicht von klassischer bis zu zeitgenössischer Musik. Persönliche Favoriten sind Schostakowitsch, Tschaikowsky, Prokofjew, Mahler, Bruckner, Beethoven und Brahms. Am 22. Februar 2023 leitete Wilson in der Ukraine ein im Radio übertragenes Konzert zum Gedenken an den einjährigen Jahrestag der russischen Invasion, sie dirigierte dabei das Orchester und den Chor der Nationaloper Lwiw bei einer Aufführung von Verdis Requiem und dem Bucha Lacrimosa der ukrainischen Komponistin Wiktorija Poljowa.
Nach dem russischen Überfall auf die Ukraine im Jahr 2022 initiierte die Dirigentin mit u. a. ukrainischen Wurzeln das Ukrainian Freedom Orchestra, das sich aus ukrainischen Musikern zusammensetzt. Mit dem Orchester unternahm sie 2022 und 2023 Tourneen durch die Vereinigten Staaten und Europa und trat zum Beispiel 2023 beim Lucerne Festival auf.
2020 wurde sie als „Dirigentin des Jahres“ für den Opus-Klassik-Preis nominiert für ihre Aufnahme von Rossinis Sigismondo.

## Privates
Wilson ist mit Peter Gelb verheiratet, dem Intendanten der Metropolitan Opera.

## Opernrepertoire
Ihr Opernrepertoire umfasst unter anderem Eugen Onegin, Pique Dame, Boris Godunow, Lady Macbeth von Mzensk, Jolanthe, Rusalka, Rigoletto, La Traviata, Simon Boccanegra, Nabucco, Don Carlos, Aida, Otello, Un ballo in maschera, Attila, Il Trovatore, Falstaff, Cosi fan tutte, Don Giovanni, Carmen, Faust, Roméo et Juliette, Manon Lescaut, Tosca, La Boheme, Turandot, Madama Butterfly, La fanciulla del West, Gianni Schicchi, La Rondine, Tannhäuser, Der Fliegende Holländer, Il Barbiere di Siviglia, Sigismondo, La Cenerentola, La fille du régiment, L’elisir d’amore, Lucia Di Lammermoor, Les mamelles de Tirésias, L’Heure Espagnol, Hänsel und Gretel, Cavalleria rusticana und Pagliacci, Die lustige Witwe, Der Kaiser von Atlantis und Salome.

## Diskografie

### CD
- Danzón. Mit dem Simón Bolívar Symphony Orchestra (Dorian Recordings; 1998)
- Giacomo Puccini: Turandot (TM Music; 2007)
- Sergei Prokofjew, William Walton, Ralph Vaughan Williams. Mit Isabelle van Keulen, den Dirigenten Andrew Manze, Andrew Litton, NDR Radiophilharmonie (Challenge Records; 2018)
- Gioachino Rossini: Sigismondo. Mit Hyesang Park, Marianna Pizzolato, Rachel Kelly, Kenneth Tarver, Gavan Ring u. a. Münchner Rundfunkorchester, Chor des Bayerischen Rundfunks (BR-Klassik; 2019)
- Romance. Werke von W. A. Mozart, Peter Tschaikowski, Antonín Dvořák, Mit Valentina Nafornița, Münchner Rundfunkorchester (Outhere Music; 2020)

### DVD
- Giuseppe Verdis Rigoletto Story. Mit u. a. Roberto Servile, Inva Mula, Marcelo Álvarez (Sony Pictures Home Entertainment; 2005)
- NDR Klassik Open Air: Verdi - La Traviata. Mit u. a. Marina Rebeka, Francesco Demuro, Thomas Hampson, NDR Radiophilharmonie (Naxos; 2017)